# Family Circle Cup 1976
Il Family Circle Cup 1976 è stato un torneo di tennis giocato sulla terra verde. È stata la 4ª edizione del Family Circle Cup, che fa parte del Women's International Grand Prix 1976. Si è giocato ad Amelia Island negli Stati Uniti dal 26 aprile al 2 maggio 1976.

## Campionesse

### Singolare
Chris Evert ha battuto in finale  Kerry Melville Reid con il punteggio di 6–2, 6–2

### Doppio
Ilana Kloss /  Linky Boshoff hanno battuto in finale  Kathy Kuykendall /  Valerie Ziegenfuss con il punteggio di 6–3, 6–2